# Roberto Soldado Rillo
Roberto Soldado Rillo (València, 27 de maig de 1985), és un exfutbolista valencià que jugava com a davanter. Va ser internacional amb la selecció espanyola.

## Biografia
Va arribar a les categories inferiors del Reial Madrid a l'estiu de 2000 procedent del Don Bosco CF, equip valencià de categoria regional on va destacar amb tan sols 14 anys.
Ha passat per totes les categories inferiors del Reial Madrid, arribant al Castella a l'estiu de 2002, i des de llavors ha assolit l'ascens a Segona divisió el 2005 i ha disputat partits de Primera divisió i Lliga de Campions, marcant dos gols.
La temporada 2006-07 va ser cedit pel Reial Madrid al CA Osasuna, club en el qual anotà gols en lliga, Copa del Rei i Copa de la UEFA.
Soldado retornà al Reial Madrid el 20 de juliol per a formar part de la plantilla durant la temporada 2007-08. L'11 de juliol de 2007, va estendre i millorar el seu contracte que el vinculava amb el Reial Madrid fins a l'any 2012.
Roberto Soldado havia escollit lluir el dorsal 9 amb molta felicitat, dorsal que també havia lluït al Castella. Quan va jugar amb el primer equip a la temporada 2005-06 va lluir el 27, perquè de l'1 al 25 els usen jugadors amb fitxa de la primera plantilla, i del 26 cap a dalt són jugadors amb fitxa del Castella però que poden jugar en el primer equip.
Al juliol del 2008 va signar pel Getafe CF per quatre temporades, mantenint la mateixa fitxa que tenia al club blanc, encara que també hi estava interessat el Club Atlético Osasuna on ja havia jugat el davanter valencià.
El 9 de juny de 2010 va passar un reconeixement mèdic abans de fitxar pel València CF.
L'1 d'agost del 2013 el València CF i el Tottenham Hotspur FC van arribar a un acord pel traspàs del jugador per 30 milions d'euros.

### Vila-real
El 14 d'agost 2015, Soldado va signar contracte amb el Vila-real CF per uns 10 milions d'euros Va marcar en el seu primer partit, que acabà 1–1 contra el Reial Betis, partit que jugà com a titular i en què es retirà lesionat a la meitat de la segona part.

### Internacional
Ha estat internacional amb Espanya en les categories inferiors de la selecció.
El 25 de maig de 2007 va ser inclòs per primera vegada en una llista de convocats de la selecció absoluta per a disputar dos partits de classificació per a l'Eurocopa 2008, convertint-se així en el jugador número 23 que debuta en la roja amb Luis Aragonés de seleccionador. El seu debut es va produir dies després, el 2 de juny de 2007, en un partit a Riga (Letònia), contra la selecció de Letònia. El resultat va ser de 0 - 2 a favor d'Espanya, partit en el qual efectuà l'assistència per al segon gol.
El 27 de maig de 2013, entrà a la llista de 26 preseleccionats per Vicente del Bosque per disputar la Copa Confederacions 2013, i posteriorment el 2 de juny, entrà a la llista definitiva de convocats per aquesta competició.

## Palmarès
| Títol                          | Equip                 | País    | Any  |
| ------------------------------ | --------------------- | ------- | ---- |
| Trofeu Zarra de Segona Divisió | Reial Madrid Castella | Espanya | 2006 |
| Lliga espanyola                | Reial Madrid          | Espanya | 2008 |

## Curiositats
- Duu brodat a la llengüeta de les seves botes de futbol el sobrenom que li va posar l'afició de l'Osasuna: Gudari, paraula que en euskera significa soldat, guerrer.
- Sempre es posa abans la bota dreta.